# مهدی بیک
مهدی بیک روزنامه‌نگار و دبیر سیاسی روزنامه اعتماد اهل ایران است. او در بخش سیاسی روزنامه اعتماد در جریان خیزش ۱۴۰۱ ایران برخی از خبرهای مربوط به بازداشت‌شدگان و احکام اعدام را پوشش می‌داد و چندین مصاحبه با خانواده‌های بازداشت‌شدگان خیزش ۱۴۰۱ داشت. در یکی از مصاحبه‌ها که با مادر امیرحسین رحیمی بود، دادگاه پس از واکنش گسترده مردم امیرحسین را به قرار وثیقه آزاد کرد. مهدی بیک در ۱۶ دی ۱۴۰۱ در منزل خود بازداشت شد. او چند روز بعد با قرار وثیقه آزاد شد.

## خیزش ۱۴۰۱ ایران
مهدی بیک از معدود روزنامه‌نگارانی بود که با وجود فشارهای دستگاه‌های امنیتی اقدام به اطلاع‌رسانی و گزارش‌دهی در خصوص وضعیت دستگیرشدگان و محکوم شدگان اعتراضات ۱۴۰۱ ایران داشت. او در آخرین توییتی که در حساب کاربری خود منتشر کرده، مصاحبه‌ای را با خانواده محمد مهدی کرمی منتشر کرده بود. در این ویدیو پدر و مادر محمد مهدی کرمی از او درخواست کمک می‌کنند تا صدای دادخواهی آن‌ها منتقل شود. آن‌ها می‌گویند «آقامهدی توروخدا تا دیرنشده کمکمون کنید». او همچنین گزارش‌هایی در خصوص شلیک ساچمه توسط نیروهای امنیتی به امیرحسین رحیمی، نوجوان ۱۵ ساله منتشر کرده بود.

## بازداشت
همسرم مهدی بیک در توییتی نوشت دیروز (۱۶ دی ۱۴۰۱) مهدی بیک توسط مأموران وزارت اطلاعات بازداشت و موبایل، لپ‌تاپ و وسایلش او نیز توسط آن‌ها ضبط شد. او پس از بازداشت در زندان دست به اعتصاب غذا زده‌است. همچنین همسر او در توییتی نوشت «نمیدونم خبر دردناک مهدی کرمی رو به گوشش رسوندن یا خیر؟».

### واکشن‌ها
- الیاس حضرتی، نماینده مجلس سابق و صاحب‌امتیاز روزنامه اعتماد با اعلام حمایت کامل خود از او گفت «یکی از شریف‌ترین این روزنامه‌نگاران آقای مهدی بیک بود که در این مدت تلاش کرد، صدای محرومان جامعه را به گوش مسوولان برساند. در مورد آقای رحیمی، به نظر من یک قوس کامل در کار رسانه‌ای متعهد صورت گرفت و اطلاع‌رسانی ایشان منجر به توجه و دستور قضایی شد. این لحظه یکی از بهترین لحظات در زندگی رسانه‌ای من بود که فعالیت متعهدانه رسانه‌ای و اراده اصلاحی نهادهای حاکمیتی را در کنار هم می‌دیدم.»[۴]
- عباس عبدی، روزنامه‌نگار اصلاح‌طلب با دفاع از مهدی بیک و رسانه‌های داخل کشور و مخالفت با مرجعیت رسانه‌های ایرانی خارج از کشور گفت «در یک‌کلام امنیت هنگامی پایدار و غیرقابل تزلزل است که مبتنی بر آزادی رسانه باشد والا امنیتی ناپایدار و متزلزل است. جامعه امن جامعه‌ای است که مرجعیت رسانه‌ای آن کاملاً در داخل کشور باشد. صادرات این ته‌مانده مرجعیت رسانه‌ای به خارج اقدام ضدامنیتی است که به نام امنیت انجام می‌شود.»[۴]
- سعید لیلاز، روزنامه‌نگار اصلاح‌طلب از بازداشت او انتقاد کرد و گفت «من هیچ تصویر و تصوری از اینکه آقای بیک برخلاف منافع ملی گام بردارد، ندارم و این از درایت عالیه به دور است که حکومت خود را با ورزشکاران، هنرمندان و روزنامه‌نگارانی مانند آقای بیک درگیر کند. اگر کسی ارتباطی با بیگانگان دارد داستان متفاوت است و آن فرد برای پرداخت هزینه هم آماده است، اما من تصورم دربارهٔ آقای بیک و بعضی از بازداشت‌شدگان مطلقاً چنین نیست.»[۴]